# Lycalopex culpaeus
Il culpeo (Lycalopex culpaeus Molina, 1782), noto anche come lare, è un canide cerdocionino delle zone andine del Sudamerica. Dopo il crisocione, è il secondo canide più grande originario del continente, ed è il più grande delle licalopecie, canidi spesso erroneamente definiti "volpi", sebbene non siano strettamente imparentate con le volpi propriamente dette, essendo più imparentate con i canidi lupini come i lupi e gli sciacalli.
Ha pelliccia grigio-rossastra, mento bianco, zampe rossastre e una striscia sul dorso che può essere poco visibile. La dieta del culpeo comprende perlopiù roditori, conigli, uccelli, rettili e, in quantità minori, sostanze vegetali e carogne. Se ne ha l'occasione, attacca anche le pecore, e per questo motivo viene spesso cacciato o avvelenato. In alcune regioni sta divenendo raro, ma in generale la specie non è minacciata d'estinzione.
Il culpeo fu in passato addomesticato nella terra del fuoco dai Selknam, così dando luce all'unica razza di cane non derivata dal lupo grigio, detta cane fuegino, ma questa forma addomesticata fu sterminata dai coloni europei prima del 1919.

## Etimologia
Il nome "culpeo" deriva da culpem, una parola mapudungun che significa "pazzia", siccome la specie ha la reputazione di esporsi ai cacciatori senza timore.

## Tassonomia

### Evoluzione
Un'analisi delle sequenze delle regioni HV1 e HV2 del DNA mitocondriale delle licalopecie rivelò che il culpeo è strettamente imparentato con la chilla, da cui si diversificò circa 600,000-350,000 anni fa durante il Pleistocene medio-superiore, così rendendo ambedue specie le più giovani tra le licalopecie.
Questo albero filogenetico è basato su una filogenia proposta nel 2005 in base al genoma mitocondriale delle specie odierne, ma modificata per incorporare scoperte successive:
|  | Speoto                                                    |
|  |                                                           |
|  | \| \| Crisocione \| \| \| \| \| \| †Dusicione \| \| \| \| |
|  |                                                           |
|  | Crisocione                                                |
|  |                                                           |
|  | †Dusicione                                                |
|  |                                                           |

|  | Crisocione |
|  |            |
|  | †Dusicione |
|  |            |

|  | Pseudovolpe di Darwin |
|  |                       |
|  | Aguarachay            |
|  |                       |

|  | Culpeo |
|  |        |
|  | Chilla |
|  |        |

|  | Pseudovolpe di Darwin |
|  |                       |
|  | Aguarachay            |
|  |                       |

|  | Culpeo |
|  |        |
|  | Chilla |
|  |        |

|  | Pseudovolpe di Darwin |
|  |                       |
|  | Aguarachay            |
|  |                       |

|  | Culpeo |
|  |        |
|  | Chilla |
|  |        |

|  | Pseudovolpe di Darwin |
|  |                       |
|  | Aguarachay            |
|  |                       |

|  | Culpeo |
|  |        |
|  | Chilla |
|  |        |

|  | Pseudovolpe di Darwin |
|  |                       |
|  | Aguarachay            |
|  |                       |

|  | Culpeo |
|  |        |
|  | Chilla |
|  |        |

|  | Pseudovolpe di Darwin |
|  |                       |
|  | Aguarachay            |
|  |                       |

|  | Culpeo |
|  |        |
|  | Chilla |
|  |        |

|  | Pseudovolpe di Darwin |
|  |                       |
|  | Aguarachay            |
|  |                       |

|  | Culpeo |
|  |        |
|  | Chilla |
|  |        |

|  | Pseudovolpe di Darwin |
|  |                       |
|  | Aguarachay            |
|  |                       |

|  | Culpeo |
|  |        |
|  | Chilla |
|  |        |

|  | Pseudovolpe di Darwin |
|  |                       |
|  | Aguarachay            |
|  |                       |

|  | Culpeo |
|  |        |
|  | Chilla |
|  |        |

|  | Pseudovolpe di Darwin |
|  |                       |
|  | Aguarachay            |
|  |                       |

|  | Culpeo |
|  |        |
|  | Chilla |
|  |        |

|  | Pseudovolpe di Darwin |
|  |                       |
|  | Aguarachay            |
|  |                       |

|  | Culpeo |
|  |        |
|  | Chilla |
|  |        |

|  | Pseudovolpe di Darwin |
|  |                       |
|  | Aguarachay            |
|  |                       |

|  | Culpeo |
|  |        |
|  | Chilla |
|  |        |

|  | Pseudovolpe di Darwin |
|  |                       |
|  | Aguarachay            |
|  |                       |

|  | Culpeo |
|  |        |
|  | Chilla |
|  |        |

|  | Pseudovolpe di Darwin |
|  |                       |
|  | Aguarachay            |
|  |                       |

|  | Culpeo |
|  |        |
|  | Chilla |
|  |        |

|  | Pseudovolpe di Darwin |
|  |                       |
|  | Aguarachay            |
|  |                       |

|  | Culpeo |
|  |        |
|  | Chilla |
|  |        |

|  | Pseudovolpe di Darwin |
|  |                       |
|  | Aguarachay            |
|  |                       |

|  | Culpeo |
|  |        |
|  | Chilla |
|  |        |

|  | Pseudovolpe di Darwin |
|  |                       |
|  | Aguarachay            |
|  |                       |

|  | Culpeo |
|  |        |
|  | Chilla |
|  |        |

|  | Pseudovolpe di Darwin |
|  |                       |
|  | Aguarachay            |
|  |                       |

|  | Culpeo |
|  |        |
|  | Chilla |
|  |        |

|  | Pseudovolpe di Darwin |
|  |                       |
|  | Aguarachay            |
|  |                       |

|  | Culpeo |
|  |        |
|  | Chilla |
|  |        |

|  | Pseudovolpe di Darwin |
|  |                       |
|  | Aguarachay            |
|  |                       |

|  | Culpeo |
|  |        |
|  | Chilla |
|  |        |

|  | Pseudovolpe di Darwin |
|  |                       |
|  | Aguarachay            |
|  |                       |

|  | Culpeo |
|  |        |
|  | Chilla |
|  |        |

|  | Pseudovolpe di Darwin |
|  |                       |
|  | Aguarachay            |
|  |                       |

|  | Culpeo |
|  |        |
|  | Chilla |
|  |        |

|  | Pseudovolpe di Darwin |
|  |                       |
|  | Aguarachay            |
|  |                       |

|  | Culpeo |
|  |        |
|  | Chilla |
|  |        |

|  | Pseudovolpe di Darwin |
|  |                       |
|  | Aguarachay            |
|  |                       |

|  | Culpeo |
|  |        |
|  | Chilla |
|  |        |

|  | Pseudovolpe di Darwin |
|  |                       |
|  | Aguarachay            |
|  |                       |

|  | Culpeo |
|  |        |
|  | Chilla |
|  |        |

|  | Pseudovolpe di Darwin |
|  |                       |
|  | Aguarachay            |
|  |                       |

|  | Culpeo |
|  |        |
|  | Chilla |
|  |        |

|  | Pseudovolpe di Darwin |
|  |                       |
|  | Aguarachay            |
|  |                       |

|  | Culpeo |
|  |        |
|  | Chilla |
|  |        |

|  | Pseudovolpe di Darwin |
|  |                       |
|  | Aguarachay            |
|  |                       |

|  | Culpeo |
|  |        |
|  | Chilla |
|  |        |

|  | Pseudovolpe di Darwin |
|  |                       |
|  | Aguarachay            |
|  |                       |

|  | Culpeo |
|  |        |
|  | Chilla |
|  |        |

|  | Pseudovolpe di Darwin |
|  |                       |
|  | Aguarachay            |
|  |                       |

|  | Culpeo |
|  |        |
|  | Chilla |
|  |        |

|  | Pseudovolpe di Darwin |
|  |                       |
|  | Aguarachay            |
|  |                       |

|  | Culpeo |
|  |        |
|  | Chilla |
|  |        |

|  | Pseudovolpe di Darwin |
|  |                       |
|  | Aguarachay            |
|  |                       |

|  | Culpeo |
|  |        |
|  | Chilla |
|  |        |

|  | Pseudovolpe di Darwin |
|  |                       |
|  | Aguarachay            |
|  |                       |

|  | Culpeo |
|  |        |
|  | Chilla |
|  |        |

|  | Pseudovolpe di Darwin |
|  |                       |
|  | Aguarachay            |
|  |                       |

|  | Culpeo |
|  |        |
|  | Chilla |
|  |        |

|  | Pseudovolpe di Darwin |
|  |                       |
|  | Aguarachay            |
|  |                       |

|  | Culpeo |
|  |        |
|  | Chilla |
|  |        |

|  | Pseudovolpe di Darwin |
|  |                       |
|  | Aguarachay            |
|  |                       |

|  | Culpeo |
|  |        |
|  | Chilla |
|  |        |

|  | Pseudovolpe di Darwin |
|  |                       |
|  | Aguarachay            |
|  |                       |

|  | Culpeo |
|  |        |
|  | Chilla |
|  |        |

|  | Pseudovolpe di Darwin |
|  |                       |
|  | Aguarachay            |
|  |                       |

|  | Culpeo |
|  |        |
|  | Chilla |
|  |        |

|  | Pseudovolpe di Darwin |
|  |                       |
|  | Aguarachay            |
|  |                       |

|  | Culpeo |
|  |        |
|  | Chilla |
|  |        |

|  | Pseudovolpe di Darwin |
|  |                       |
|  | Aguarachay            |
|  |                       |

|  | Culpeo |
|  |        |
|  | Chilla |
|  |        |

|  | Pseudovolpe di Darwin |
|  |                       |
|  | Aguarachay            |
|  |                       |

|  | Culpeo |
|  |        |
|  | Chilla |
|  |        |

|  | Pseudovolpe di Darwin |
|  |                       |
|  | Aguarachay            |
|  |                       |

|  | Culpeo |
|  |        |
|  | Chilla |
|  |        |

|  | Pseudovolpe di Darwin |
|  |                       |
|  | Aguarachay            |
|  |                       |

|  | Culpeo |
|  |        |
|  | Chilla |
|  |        |

|  | Pseudovolpe di Darwin |
|  |                       |
|  | Aguarachay            |
|  |                       |

|  | Culpeo |
|  |        |
|  | Chilla |
|  |        |

|  | Pseudovolpe di Darwin |
|  |                       |
|  | Aguarachay            |
|  |                       |

|  | Culpeo |
|  |        |
|  | Chilla |
|  |        |

|  | Pseudovolpe di Darwin |
|  |                       |
|  | Aguarachay            |
|  |                       |

|  | Culpeo |
|  |        |
|  | Chilla |
|  |        |

|  | Pseudovolpe di Darwin |
|  |                       |
|  | Aguarachay            |
|  |                       |

|  | Culpeo |
|  |        |
|  | Chilla |
|  |        |

|  | Pseudovolpe di Darwin |
|  |                       |
|  | Aguarachay            |
|  |                       |

|  | Culpeo |
|  |        |
|  | Chilla |
|  |        |

|  | Pseudovolpe di Darwin |
|  |                       |
|  | Aguarachay            |
|  |                       |

|  | Culpeo |
|  |        |
|  | Chilla |
|  |        |

|  | Pseudovolpe di Darwin |
|  |                       |
|  | Aguarachay            |
|  |                       |

|  | Culpeo |
|  |        |
|  | Chilla |
|  |        |

|  | Pseudovolpe di Darwin |
|  |                       |
|  | Aguarachay            |
|  |                       |

|  | Culpeo |
|  |        |
|  | Chilla |
|  |        |

|  | Pseudovolpe di Darwin |
|  |                       |
|  | Aguarachay            |
|  |                       |

|  | Culpeo |
|  |        |
|  | Chilla |
|  |        |

|  | Pseudovolpe di Darwin |
|  |                       |
|  | Aguarachay            |
|  |                       |

|  | Culpeo |
|  |        |
|  | Chilla |
|  |        |

|  | Pseudovolpe di Darwin |
|  |                       |
|  | Aguarachay            |
|  |                       |

|  | Culpeo |
|  |        |
|  | Chilla |
|  |        |

|  | Pseudovolpe di Darwin |
|  |                       |
|  | Aguarachay            |
|  |                       |

|  | Culpeo |
|  |        |
|  | Chilla |
|  |        |

|  | Pseudovolpe di Darwin |
|  |                       |
|  | Aguarachay            |
|  |                       |

|  | Culpeo |
|  |        |
|  | Chilla |
|  |        |

|  | Pseudovolpe di Darwin |
|  |                       |
|  | Aguarachay            |
|  |                       |

|  | Culpeo |
|  |        |
|  | Chilla |
|  |        |

|  | Pseudovolpe di Darwin |
|  |                       |
|  | Aguarachay            |
|  |                       |

|  | Culpeo |
|  |        |
|  | Chilla |
|  |        |

|  | Pseudovolpe di Darwin |
|  |                       |
|  | Aguarachay            |
|  |                       |

|  | Culpeo |
|  |        |
|  | Chilla |
|  |        |

|  | Pseudovolpe di Darwin |
|  |                       |
|  | Aguarachay            |
|  |                       |

|  | Culpeo |
|  |        |
|  | Chilla |
|  |        |

|  | Pseudovolpe di Darwin |
|  |                       |
|  | Aguarachay            |
|  |                       |

|  | Culpeo |
|  |        |
|  | Chilla |
|  |        |

|  | Pseudovolpe di Darwin |
|  |                       |
|  | Aguarachay            |
|  |                       |

|  | Culpeo |
|  |        |
|  | Chilla |
|  |        |

|  | Pseudovolpe di Darwin |
|  |                       |
|  | Aguarachay            |
|  |                       |

|  | Culpeo |
|  |        |
|  | Chilla |
|  |        |

|  | Pseudovolpe di Darwin |
|  |                       |
|  | Aguarachay            |
|  |                       |

|  | Culpeo |
|  |        |
|  | Chilla |
|  |        |

|  | Speoto                                                    |
|  |                                                           |
|  | \| \| Crisocione \| \| \| \| \| \| †Dusicione \| \| \| \| |
|  |                                                           |
|  | Crisocione                                                |
|  |                                                           |
|  | †Dusicione                                                |
|  |                                                           |

|  | Crisocione |
|  |            |
|  | †Dusicione |
|  |            |

|  | Pseudovolpe di Darwin |
|  |                       |
|  | Aguarachay            |
|  |                       |

|  | Culpeo |
|  |        |
|  | Chilla |
|  |        |

|  | Pseudovolpe di Darwin |
|  |                       |
|  | Aguarachay            |
|  |                       |

|  | Culpeo |
|  |        |
|  | Chilla |
|  |        |

|  | Pseudovolpe di Darwin |
|  |                       |
|  | Aguarachay            |
|  |                       |

|  | Culpeo |
|  |        |
|  | Chilla |
|  |        |

|  | Pseudovolpe di Darwin |
|  |                       |
|  | Aguarachay            |
|  |                       |

|  | Culpeo |
|  |        |
|  | Chilla |
|  |        |

|  | Pseudovolpe di Darwin |
|  |                       |
|  | Aguarachay            |
|  |                       |

|  | Culpeo |
|  |        |
|  | Chilla |
|  |        |

|  | Pseudovolpe di Darwin |
|  |                       |
|  | Aguarachay            |
|  |                       |

|  | Culpeo |
|  |        |
|  | Chilla |
|  |        |

|  | Pseudovolpe di Darwin |
|  |                       |
|  | Aguarachay            |
|  |                       |

|  | Culpeo |
|  |        |
|  | Chilla |
|  |        |

|  | Pseudovolpe di Darwin |
|  |                       |
|  | Aguarachay            |
|  |                       |

|  | Culpeo |
|  |        |
|  | Chilla |
|  |        |

|  | Pseudovolpe di Darwin |
|  |                       |
|  | Aguarachay            |
|  |                       |

|  | Culpeo |
|  |        |
|  | Chilla |
|  |        |

|  | Pseudovolpe di Darwin |
|  |                       |
|  | Aguarachay            |
|  |                       |

|  | Culpeo |
|  |        |
|  | Chilla |
|  |        |

|  | Pseudovolpe di Darwin |
|  |                       |
|  | Aguarachay            |
|  |                       |

|  | Culpeo |
|  |        |
|  | Chilla |
|  |        |

|  | Pseudovolpe di Darwin |
|  |                       |
|  | Aguarachay            |
|  |                       |

|  | Culpeo |
|  |        |
|  | Chilla |
|  |        |

|  | Pseudovolpe di Darwin |
|  |                       |
|  | Aguarachay            |
|  |                       |

|  | Culpeo |
|  |        |
|  | Chilla |
|  |        |

|  | Pseudovolpe di Darwin |
|  |                       |
|  | Aguarachay            |
|  |                       |

|  | Culpeo |
|  |        |
|  | Chilla |
|  |        |

|  | Pseudovolpe di Darwin |
|  |                       |
|  | Aguarachay            |
|  |                       |

|  | Culpeo |
|  |        |
|  | Chilla |
|  |        |

|  | Pseudovolpe di Darwin |
|  |                       |
|  | Aguarachay            |
|  |                       |

|  | Culpeo |
|  |        |
|  | Chilla |
|  |        |

|  | Pseudovolpe di Darwin |
|  |                       |
|  | Aguarachay            |
|  |                       |

|  | Culpeo |
|  |        |
|  | Chilla |
|  |        |

|  | Pseudovolpe di Darwin |
|  |                       |
|  | Aguarachay            |
|  |                       |

|  | Culpeo |
|  |        |
|  | Chilla |
|  |        |

|  | Pseudovolpe di Darwin |
|  |                       |
|  | Aguarachay            |
|  |                       |

|  | Culpeo |
|  |        |
|  | Chilla |
|  |        |

|  | Pseudovolpe di Darwin |
|  |                       |
|  | Aguarachay            |
|  |                       |

|  | Culpeo |
|  |        |
|  | Chilla |
|  |        |

|  | Pseudovolpe di Darwin |
|  |                       |
|  | Aguarachay            |
|  |                       |

|  | Culpeo |
|  |        |
|  | Chilla |
|  |        |

|  | Pseudovolpe di Darwin |
|  |                       |
|  | Aguarachay            |
|  |                       |

|  | Culpeo |
|  |        |
|  | Chilla |
|  |        |

|  | Pseudovolpe di Darwin |
|  |                       |
|  | Aguarachay            |
|  |                       |

|  | Culpeo |
|  |        |
|  | Chilla |
|  |        |

|  | Pseudovolpe di Darwin |
|  |                       |
|  | Aguarachay            |
|  |                       |

|  | Culpeo |
|  |        |
|  | Chilla |
|  |        |

|  | Pseudovolpe di Darwin |
|  |                       |
|  | Aguarachay            |
|  |                       |

|  | Culpeo |
|  |        |
|  | Chilla |
|  |        |

|  | Pseudovolpe di Darwin |
|  |                       |
|  | Aguarachay            |
|  |                       |

|  | Culpeo |
|  |        |
|  | Chilla |
|  |        |

|  | Pseudovolpe di Darwin |
|  |                       |
|  | Aguarachay            |
|  |                       |

|  | Culpeo |
|  |        |
|  | Chilla |
|  |        |

|  | Pseudovolpe di Darwin |
|  |                       |
|  | Aguarachay            |
|  |                       |

|  | Culpeo |
|  |        |
|  | Chilla |
|  |        |

|  | Pseudovolpe di Darwin |
|  |                       |
|  | Aguarachay            |
|  |                       |

|  | Culpeo |
|  |        |
|  | Chilla |
|  |        |

|  | Pseudovolpe di Darwin |
|  |                       |
|  | Aguarachay            |
|  |                       |

|  | Culpeo |
|  |        |
|  | Chilla |
|  |        |

|  | Pseudovolpe di Darwin |
|  |                       |
|  | Aguarachay            |
|  |                       |

|  | Culpeo |
|  |        |
|  | Chilla |
|  |        |

|  | Pseudovolpe di Darwin |
|  |                       |
|  | Aguarachay            |
|  |                       |

|  | Culpeo |
|  |        |
|  | Chilla |
|  |        |

|  | Pseudovolpe di Darwin |
|  |                       |
|  | Aguarachay            |
|  |                       |

|  | Culpeo |
|  |        |
|  | Chilla |
|  |        |

|  | Pseudovolpe di Darwin |
|  |                       |
|  | Aguarachay            |
|  |                       |

|  | Culpeo |
|  |        |
|  | Chilla |
|  |        |

|  | Pseudovolpe di Darwin |
|  |                       |
|  | Aguarachay            |
|  |                       |

|  | Culpeo |
|  |        |
|  | Chilla |
|  |        |

|  | Pseudovolpe di Darwin |
|  |                       |
|  | Aguarachay            |
|  |                       |

|  | Culpeo |
|  |        |
|  | Chilla |
|  |        |

|  | Pseudovolpe di Darwin |
|  |                       |
|  | Aguarachay            |
|  |                       |

|  | Culpeo |
|  |        |
|  | Chilla |
|  |        |

|  | Pseudovolpe di Darwin |
|  |                       |
|  | Aguarachay            |
|  |                       |

|  | Culpeo |
|  |        |
|  | Chilla |
|  |        |

|  | Pseudovolpe di Darwin |
|  |                       |
|  | Aguarachay            |
|  |                       |

|  | Culpeo |
|  |        |
|  | Chilla |
|  |        |

|  | Pseudovolpe di Darwin |
|  |                       |
|  | Aguarachay            |
|  |                       |

|  | Culpeo |
|  |        |
|  | Chilla |
|  |        |

|  | Pseudovolpe di Darwin |
|  |                       |
|  | Aguarachay            |
|  |                       |

|  | Culpeo |
|  |        |
|  | Chilla |
|  |        |

|  | Pseudovolpe di Darwin |
|  |                       |
|  | Aguarachay            |
|  |                       |

|  | Culpeo |
|  |        |
|  | Chilla |
|  |        |

|  | Pseudovolpe di Darwin |
|  |                       |
|  | Aguarachay            |
|  |                       |

|  | Culpeo |
|  |        |
|  | Chilla |
|  |        |

|  | Pseudovolpe di Darwin |
|  |                       |
|  | Aguarachay            |
|  |                       |

|  | Culpeo |
|  |        |
|  | Chilla |
|  |        |

|  | Pseudovolpe di Darwin |
|  |                       |
|  | Aguarachay            |
|  |                       |

|  | Culpeo |
|  |        |
|  | Chilla |
|  |        |

|  | Pseudovolpe di Darwin |
|  |                       |
|  | Aguarachay            |
|  |                       |

|  | Culpeo |
|  |        |
|  | Chilla |
|  |        |

|  | Pseudovolpe di Darwin |
|  |                       |
|  | Aguarachay            |
|  |                       |

|  | Culpeo |
|  |        |
|  | Chilla |
|  |        |

|  | Pseudovolpe di Darwin |
|  |                       |
|  | Aguarachay            |
|  |                       |

|  | Culpeo |
|  |        |
|  | Chilla |
|  |        |

|  | Pseudovolpe di Darwin |
|  |                       |
|  | Aguarachay            |
|  |                       |

|  | Culpeo |
|  |        |
|  | Chilla |
|  |        |

|  | Pseudovolpe di Darwin |
|  |                       |
|  | Aguarachay            |
|  |                       |

|  | Culpeo |
|  |        |
|  | Chilla |
|  |        |

|  | Pseudovolpe di Darwin |
|  |                       |
|  | Aguarachay            |
|  |                       |

|  | Culpeo |
|  |        |
|  | Chilla |
|  |        |

|  | Pseudovolpe di Darwin |
|  |                       |
|  | Aguarachay            |
|  |                       |

|  | Culpeo |
|  |        |
|  | Chilla |
|  |        |

|  | Pseudovolpe di Darwin |
|  |                       |
|  | Aguarachay            |
|  |                       |

|  | Culpeo |
|  |        |
|  | Chilla |
|  |        |

|  | Pseudovolpe di Darwin |
|  |                       |
|  | Aguarachay            |
|  |                       |

|  | Culpeo |
|  |        |
|  | Chilla |
|  |        |

|  | Pseudovolpe di Darwin |
|  |                       |
|  | Aguarachay            |
|  |                       |

|  | Culpeo |
|  |        |
|  | Chilla |
|  |        |

|  | Pseudovolpe di Darwin |
|  |                       |
|  | Aguarachay            |
|  |                       |

|  | Culpeo |
|  |        |
|  | Chilla |
|  |        |

|  | Pseudovolpe di Darwin |
|  |                       |
|  | Aguarachay            |
|  |                       |

|  | Culpeo |
|  |        |
|  | Chilla |
|  |        |

|  | Pseudovolpe di Darwin |
|  |                       |
|  | Aguarachay            |
|  |                       |

|  | Culpeo |
|  |        |
|  | Chilla |
|  |        |

|  | Pseudovolpe di Darwin |
|  |                       |
|  | Aguarachay            |
|  |                       |

|  | Culpeo |
|  |        |
|  | Chilla |
|  |        |

|  | Pseudovolpe di Darwin |
|  |                       |
|  | Aguarachay            |
|  |                       |

|  | Culpeo |
|  |        |
|  | Chilla |
|  |        |

|  | Pseudovolpe di Darwin |
|  |                       |
|  | Aguarachay            |
|  |                       |

|  | Culpeo |
|  |        |
|  | Chilla |
|  |        |

|  | Pseudovolpe di Darwin |
|  |                       |
|  | Aguarachay            |
|  |                       |

|  | Culpeo |
|  |        |
|  | Chilla |
|  |        |

|  | Pseudovolpe di Darwin |
|  |                       |
|  | Aguarachay            |
|  |                       |

|  | Culpeo |
|  |        |
|  | Chilla |
|  |        |

|  | Pseudovolpe di Darwin |
|  |                       |
|  | Aguarachay            |
|  |                       |

|  | Culpeo |
|  |        |
|  | Chilla |
|  |        |

### Sottospecie
Dal 2005, la MSW riconosce sei sottospecie di culpeo:
| Sottospecie        | Nomi comuni           | Autorità         | Dimensioni | Areale attuale                                   | Sinonimi |
| ------------------ | --------------------- | ---------------- | --- | ------------------------------------------------ | --- |
| L. c. culpaeus     | Culpeo commune        | Molina, 1782     | Di taglia media, con pelo grigio variegato e arti di color tenné. | Cile centrale e regioni adiacenti dell'Argentina | albigula (Philippi, 1903) amblyodon (Philippi, 1903) chilensis (Kerr, 1792) ferrugineus (Huber, 1925) magellanicus (Gray, 1847)                           |
| L. c. andinus      | Culpeo boliviano      | Thomas, 1914     | Simile a L. c. reisii, ma con mantello più chiaro, con più sfumature di camoscio.                                                                                      | regione dell'Altiplano                           | azarae (Tschudi, 1844) culpaeolus (Thomas, 1914) inca (Thomas, 1914) magellanicus (Waterhouse, 1838) reissii (Osgood, 1914) smithersi (Kraglievich, 1930) |
| L. c. lycoides     | Culpeo fuegino        | Philippi, 1896   | La sottospecie più grande, con mantello più denso e muso più allungato. La pelliccia è più grigiastra di quella delle altre sottospecie, e gli arti sono tenné vivace. | Terra del Fuoco                                  | |
| L. c. magellanicus | Culpeo patagonico     | Gray, 1837       | Più grande di L. c. culpaeus, con mantello più grigiastro. | Provincia di Magallanes e Patagonia              | montanus (Prichard, 1902) prichardi (Trouessart, 1904) typicus (Trouessart, 1910)                                                                         |
| L. c. reisii       | Culpeo settentrionale | Hilzheimer, 1906 | Sottospecie più piccola con pelo grigio chiaro variegato e orecchie, collo, arti e fianchi tenné rossiccio.                                                            | Ande dell'Ecuador                                | riveti (Trouessart, 1906) |
| L. c. smithersi    | Culpeo dell'Achala    | Thomas, 1914     | Sottospecie piccola con mantello di color ruggine intenso. | regioni montuose della Provincia di Córdoba      | |

## Descrizione
Il culpeo ha una lunghezza testa-corpo di 45–95 cm, una coda di 31–50 cm e un peso medio di 4-7,5 kg, sebbene esemplari particolarmente grandi possano raggiungere i 13 kg. I maschi sono generalmente più lunghi e pesanti delle femmine. Ha il muso allungato, il cranio provvisto di piccole creste ossee e un mantello dalla colorazione assai varia: il dorso, infatti, è grigio con strisce nere lungo la linea centrale; i fianchi e le zone laterali degli arti sono rossastri, mentre sui garretti appare una vistosa macchia bruno scura; i piedi sono chiari nella parte superiore; il margine della bocca è bianco o grigio chiaro; la coda, infine, è ornata da una macchia nera ed è sempre nera all'estremità.

## Distribuzione e habitat
L'areale della specie si estende dall'Ecuador e dal Perù fino alle regioni meridionali della Patagonia e alla Terra del Fuoco. Alcune popolazioni vivono nelle regioni meridionali della Colombia. È particolarmente numerosa lungo il versante occidentale delle Ande, dove abita le distese aperte e le foreste decidue. Alcune popolazioni sono presenti anche nelle regioni più occidentali delle isole Falkland, dove sono stati introdotti dall'uomo.
Il culpeo generalmente vive in territori desertici e montuosi, nelle boscaglie e nelle pianure aperte, come l'Altiplano.

## Biologia

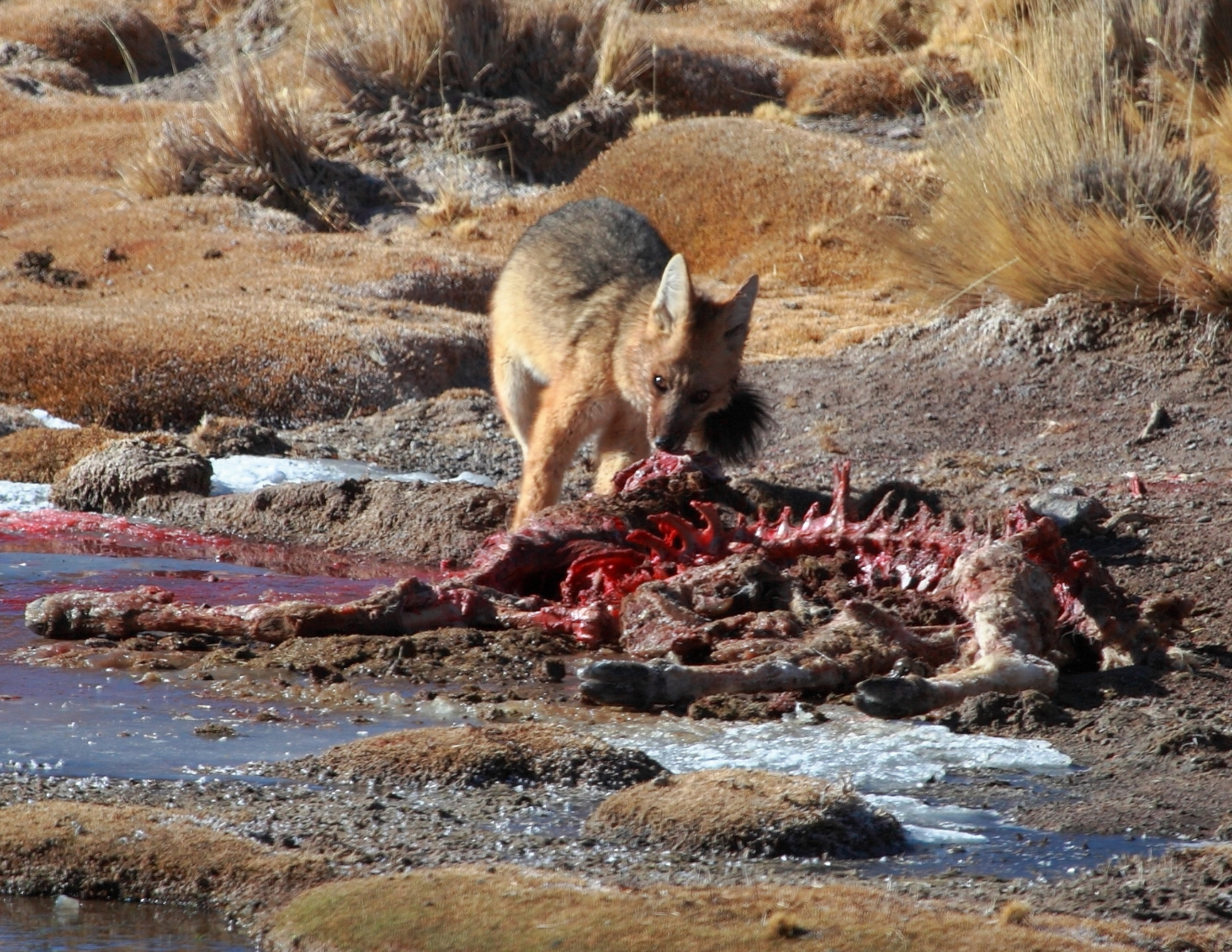
Culpeo si nutre d'una carcassa di vigogna

Il culpeo è un predatore opportunista che cattura una vasta gamma di prede. Si nutre soprattutto di roditori, lagomorfi (specialmente di conigli europei e lepri europee, introdotte dall'uomo) e, più raramente, animali domestici e giovani guanaco. Svolge un ruolo ecologico importante, poiché riduce notevolmente la popolazione dei conigli, introdotti nel 1915; si ritiene che proprio le popolazioni di questi animali abbiano permesso al culpeo di estendere il proprio areale dalle colline ai piedi delle Ande alle pianure della Patagonia. Talvolta, tuttavia, cattura anche agnelli appena nati. Sulla base di alcuni studi effettuati, sembrerebbe che il culpeo domini sugli altri predatori della regione, come chilla, gatti di monte, gatti delle pampas, grigioni e vari uccelli rapaci. L'areale della specie si sovrappone a quello del più grande puma, ma la differenza di dimensioni fa sì che tra le due specie vi sia poca competizione.
Generalmente la stagione degli amori va da agosto a ottobre. Dopo un periodo di gestazione di 55-60 giorni, la femmina dà alla luce, tra le rocce, una cucciolata composta da 2-5 piccoli.

## Conservazione
Gli allevatori considerano il culpeo una minaccia per i loro greggi di pecore, ma in realtà gli attacchi rivolti verso gli ovini sono molto rari. Tuttavia, la specie viene ancora pesantemente cacciata e nei pressi delle regioni densamente popolate è a rischio di estinzione. La IUCN, comunque, la classifica tra le specie a rischio minimo.

## Rapporti con l'uomo

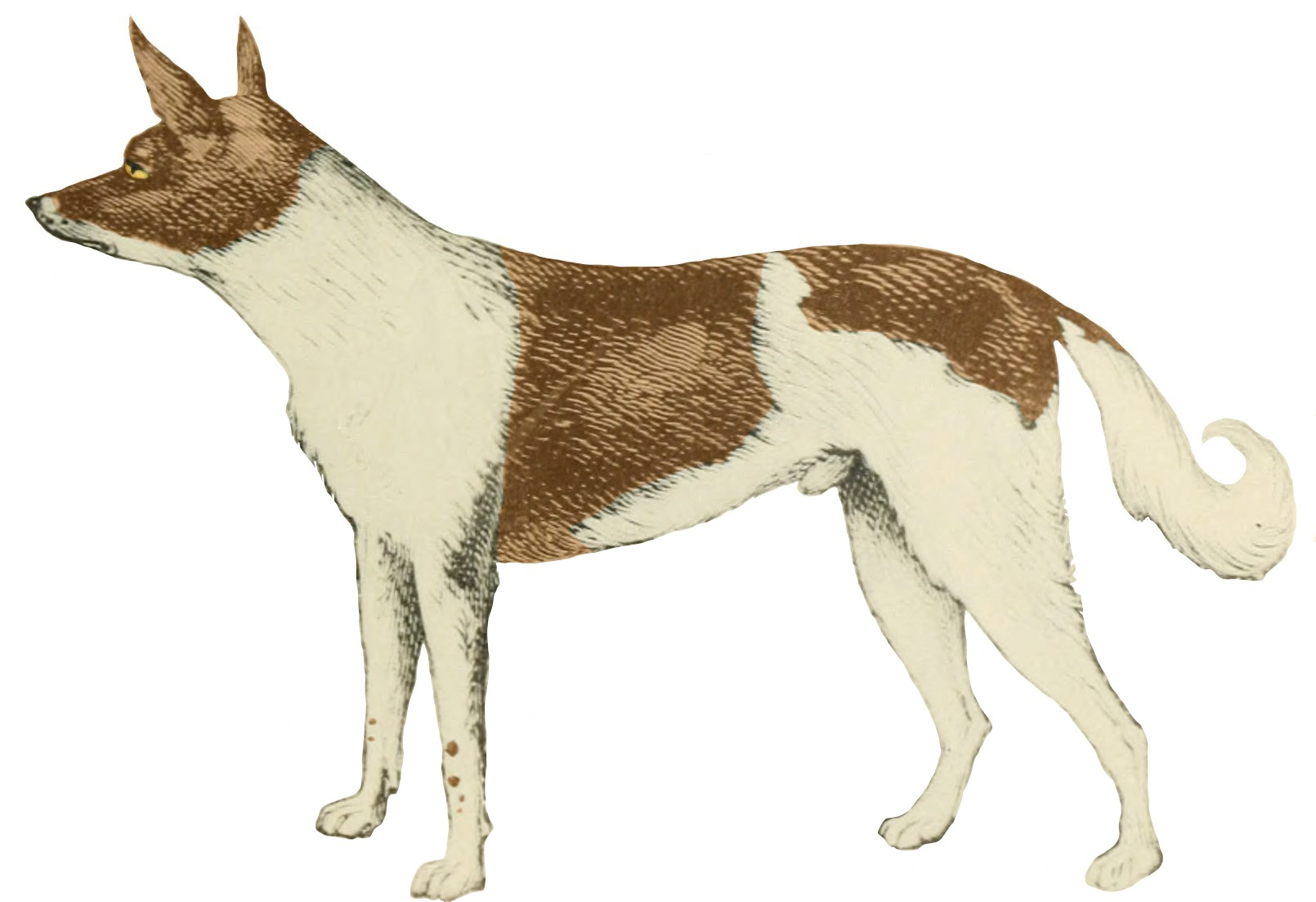
Illustrazione dell'estinto cane fuegino, derivato dal culpeo, contrariamente agli altri cani che discendono dal lupo

### Caccia e utilizzo
Fino ai primi anni novanta, la causa principale di mortalità era la caccia e la cattura per la pelliccia. Nel 1986, 2.100 pelli di culpeo e di chilla furono esportate dal Cile. In Argentina, una media di 4.600 pelli di culpeo furono esportate annualmente dal 1976 al 1982. Le esportazioni diminuirono a circa 1.000 tra il 1983 e il 1996, fino a diventare insignificanti dal 1997 in poi.

### Nelle culture andine
Contrariamente alla volpe rossa in Europa con cui viene spesso paragonato, il culpeo ha un'immagine positiva nelle tradizioni dei popoli andini. Nelle tradizioni Quechua, il culpeo viene spesso invocato insieme al puma come protettore spirituale dei neonati. La sua mancanza di timore verso l'uomo ha fatto sì che venisse considerato un animale che oltrepassa i confini tra l'umanità e la natura. Svolge anche un ruolo nei riti di passaggio: un uomo, nominato ararihua, diventa membro della comunità dopo aver protetto i raccolti dai culpeo. Gli ararihua tradizionalmente portavano pellicce di culpeo durante le loro veglie, assumendo così il potere dell'animale per meglio contrastarlo.

### Addomesticamento
Si sa tramite le analisi genetiche di peli rinvenuti nella terra del fuoco che i cani estinti dei Selknam derivarono dal culpeo. Il culpeo addomesticato, detto anche "cane fuegino", fu descritto nel 1883 dal Capitano Martial, capo della spedizione scientifica al Capo Horn, come un animale "brutto" simile a una volpe, con "peli lunghi di color tenné e un muso appuntito". Sebbene fossero inutili come cani da guardia, potrebbero essere stati utili nel cacciare le lontre. I cani fuegini furono sterminati prima del 1919, siccome erano minacce al bestiame dei missionari europei.